# Anastàssino
Anastàssino (en rus: Анастасино) és un poble del krai de Perm, a Rússia, que en el cens del 2010 tenia 19 habitants. Es troba a 17 km a l'est de Txernuixka.